# Ентоні Ернандес (гібралтарський футболіст)
Ентоні Ернандес (англ. Anthony Hernandez, нар. 3 лютого 1995, Гібралтар) — гібралтарський футболіст, нападник клубу «Гібралтар Юнайтед».
Виступав, зокрема, за клуби «Кадіс Б» та «Манчестер 62», а також національну збірну Гібралтару.

## Клубна кар'єра
Народився 3 лютого 1995 року в місті Гібралтар. Вихованець футбольної школи клубу «Кадіс».
У дорослому футболі дебютував 2013 року виступами за команду клубу «Кадіс Б», в якій провів один сезон, взявши участь лише у 9 матчах чемпіонату. Своєю грою за цю команду привернув увагу представників тренерського штабу клубу «Манчестер 62», до складу якого приєднався 2014 року. Відіграв за гібралтарський клуб наступні два сезони своєї ігрової кар'єри.
До складу клубу «Гібралтар Юнайтед» приєднався 2016 року. Відтоді встиг відіграти за гібралтарський клуб 24 матчі в національному чемпіонаті.

## Виступи за збірні
2013 року дебютував у складі юнацької збірної Гібралтару, взяв участь у 4 іграх на юнацькому рівні, відзначившись одним забитим м'ячем.
Ернандес отримав свій перший виклик до національної збірної Гібралтару у лютому 2014 року, коли його запросили для підготовки до товариських матчів проти Фарерських островів та Естонії, які мали відбутися 1 та 5 березня 2014 року. Дебютував за збірну 1 березня 2014 року в програному (1:4) поєдинку проти Фарерських островів, вийшовши на поле на 71-ій хвилині. У червні 2015 року викликався до складу національної збірної для участі в Острівних іграх 2015 року. 9 червня 2017 року в матчі проти Кіпру відзначився дебютним голом у футболці збірної Гібралтару. Наразі провів у формі головної команди країни 8 матчів, забивши 1 гол.

## Особисте життя
Має молодшого брата, Ендрю «Пішу» Ернандеса, який також захищає кольори «Гібралтар Юнайтед» та збірної Гібралтару U-16.

## Статистика виступів

### Статистика виступів за збірну
| Дата       | Місто     | Господарі            | Результат | Гості             | Турнір            | Голи | Примітки |
| ---------- | --------- | -------------------- | --------- | ----------------- | ----------------- | ---- | -------- |
| 01-03-2014 | Гібралтар | Гібралтар            | 1 – 4     | Фарерські острови | товариський матч  | -    | 72'      |
| 04-06-2014 | Лоуле     | Гібралтар            | 1 – 0     | Мальта            | товариський матч  | -    | 90'      |
| 29-03-2016 | Гібралтар | Гібралтар            | 0 – 5     | Латвія            | товариський матч  | -    | 69'      |
| 01-09-2016 | Порту     | Португалія           | 5 – 0     | Гібралтар         | товариський матч  | -    | 25'      |
| 06-09-2016 | Лоуле     | Гібралтар            | 1 – 4     | Греція            | Відбір до ЧС 2018 | -    |          |
| 13-11-2016 | Строволос | Кіпр                 | 3 – 1     | Гібралтар         | Відбір до ЧС 2018 | -    | 68'      |
| 25-03-2017 | Зениця    | Боснія і Герцеговина | 5 – 0     | Гібралтар         | Відбір до ЧС 2018 | -    |          |
| 09-06-2017 | Лоуле     | Гібралтар            | 1 – 2     | Кіпр              | Відбір до ЧС 2018 | 1    |          |
| Усього     |           | Матчів               | 8         |                   | Голів             | 1    |          |

### Голи за збірну
Рахунок та результат збірної Гібралтару на першому місці.
| #                                    | Дата          | Місце                     | Суперник | Рахунок | Результат | Змагання    |
| ------------------------------------ | ------------- | ------------------------- | -------- | ------- | --------- | ----------- |
| 1                                    | 9 червня 2017 | Алгарве, Фару, Португалія | Кіпр     | 1–1     | 1–2       | кв. ЧС 2018 |
| Останнє оновлення 9 червня 2017 року |               |                           |          |         |           |             |

## Титули і досягнення
- Чемпіон Гібралтару (3):

«Лінкольн Ред Імпс»: 2017-18, 2018-19, 2020-21
- Володар Суперкубка Гібралтару (3):

«Лінкольн Ред Імпс»: 2017
«Юероп»: 2021
«Бруно Мегпіс»: 2023
- Володар Кубка Гібралтару (2):

«Лінкольн Ред Імпс»: 2021
«Бруно Мегпіс»: 2025